# Alosa agone
Az Alosa agone a sugarasúszójú halak (Actinopterygii) osztályának heringalakúak (Clupeiformes) rendjébe, ezen belül a heringfélék (Clupeidae) családjába tartozó faj.

## Előfordulása
Az Alosa agone elterjedési területe a Földközi-tenger és Európa egyes tavai, köztük: a Comói-tó, Garda-tó, Orta-tó, Lago Maggiore, Luganói-tó és Iseói-tó (Észak-Olaszországban és Svájcban), valamint betelepítették a közép-olaszországi Bolsenai-, Braccianói- és Vico-tavakba.

## Megjelenése
Ez a halfaj legfeljebb 39 centiméteresre nőhet; testtömege 760 gramm. Oldalról nézve, hátúszója majdnem egyenes. Szájpadlásán nincsenek fogai.

## Életmódja
Az Alosa agone egyaránt megél a sós-, édes- és brakkvízben is. Nem vándorló faj. Tápláléka ágascsápú rákok (Cladocera), evezőlábú rákok (Copepoda) és kis halak.

## Szaporodása
A hím 2-3, a nőstény 3-4 évesen válik ivaréretté. A legtöbb Alosa agone csak egyszer-kétszer ívik élete során. Az ívási időszak június–augusztus között van; éjszaka, amikor a vízhőmérséklete eléri a 15-16 Celsius-fokot, és a Hold nagyban világít. Az ikrákat partközelben, rakja le.